# Волшебники против пришельцев
«Волше́бники про́тив прише́льцев» (англ. Wizards vs Aliens) — британский фантастический телесериал, который создан Расселлом Ти Дейвисом и Филом Фордом и произведён BBC Cymru Wales и FremantleMedia Enterprises для CBBC.
Главные герои сериала — 16-летний волшебник Том Кларк и одарённый умом его лучший друг Бенни Шервуд. Они сражаются против инопланетной расы некроссов, которые прибыли на Землю с целью поймать каждого волшебника и поглотить их магию.
Сериал был создан с целью заполнить эфирное время сериала «Приключения Сары Джейн», спин-оффа сериала «Доктор Кто», после его закрытия из-за смерти главной актрисы Элизабет Слейден 19 апреля 2011 года. Однако сериал «Волшебники против пришельцев» никак сюжетно не связан со вселенной «Доктора Кто».
Би-би-си заказала два сезона в конце 2011 года для их трансляции в 2012 и 2013 годах соответственно. Премьера первого сезона состоялась 29 октября 2012 года. Он содержал 12 серий (6 историй по две части в каждой) и закончился 4 декабря того же года. Второй сезон, состоящий из 14 серий, начался 28 октября 2013 года, а закончился 10 декабря. Соавтор идеи и исполнительный продюсер Расселл Ти Дейвис отметил, что шоу может «запросто продолжаться 10 лет». 3 марта 2014 года был подтверждён выход 3 сезона, состоящего из 10 серий.

## Экспозиция
С первого взгляда, Том Кларк — обычный парень, который любит футбол. Однако у него есть секрет: он волшебник. Он живёт в обычном доме на обычной улице со своим отцом Майклом Кларком, не наделённым магией, и бабушкой Урсулой из магического рода Кроу. Когда инопланетная раса некросов прибывает на Землю в поисках магии, для всех волшебников начинаются большие трудности.
Варг и Лекси, два главных некросса-антагониста, высотой одного роста с людьми. Их жёлтая кожа покрыта шипами, а по бокам головы находятся щупальца. В левом находится глаз, а в правом — рот. На них обоих синяя броня. Иногда они используют свою технологию, чтобы выглядеть людьми на Земле. Их отец, король некроссов, — огромное жёлтое лицо, вставленное в стену космического корабля «Зарантулус». Другие некроссы на экране — краснокожий техник Джатро 15, белокожая канцлер Кут, а также стражники и члены команды корабля, которые не снимают шлемов.
У некроссов иммунитет к магии волшебников, так как они её потребляют. На их корабле имеется машина, высасывающая всю магию из пойманного ими волшебника и навсегда состаривающая его. После этого они отправляют волшебника обратно на Землю.
С помощью своего друга и любителя науки Бенни Том должен остановить некроссов, чтобы они не уничтожили оставшуюся последней во вселенной магию.

## Персонажи

### Волшебники и ненаделённые
- Томас Роберт «Том» Кларк (Скотт Харан) — 16-летний волшебник, защищающий волшебников и Землю от некроссов.
- Бенджамин Клод «Бенни» Шервуд (Перселль Аскотт) — «ненаделённый», лучший друг Тома, чьи расширенные познания науки находят применение в битве против некроссов.
- Урсула Кроу (Аннетт Бэдленд) — весёлая бабушка Тома и тёща Майкла, волшебница, являющаяся потомком магического рода Кроу.
- Майкл Кларк (Майкл Хиггс) — отец Тома и зять Урсулы, чья жена умерла, «ненаделённый».
- Рандал Мун (Дэн Старки) — домовой, являющийся стражником Комнаты Кроу, помогающий Тому и Бенни бороться против некроссов.

### Некроссы
- Король некроссов (озвучен Брайаном Блессидом; сезоны 1, 2) — король родной для некроссов планеты Некрон, отец Варга и Лекси, глава миссии с целью найти и потребить всю магию на Земле. Из-за своих размеров неспособен к передвижению и встроен в корабль «Зарантулус».
- Варг (Джефферсон Холл (сезоны 1, 2), Кристиан Филлипс (сезон 3)) — принц Некрона, король-регент, сын короля некроссов и старший брат Лекси, который сражается с волшебниками при помощи физической силы.
- Лекси (Гвендолин Кристи; сезоны 1, 2) — принцесса Некрона, дочь короля некроссов и младшая сестра Варга, чьи стратегические навыки и глубокие исследования земной культуры помогают некроссам в борьбе против волшебников.
- Леди Лайзира (Алекс Чайлдс, сезон 3) — королева-регентша Некрона, жена Варга.
- Техник Джатро 15 (Том Белл) — некросс-техник корабля «Зарантулус», который помогает Варгу и Лекси в ряде их планов против волшебников.

### Эпизодические персонажи
- Кэти Лорд (Манприт Бамбра) — одноклассница Тома и Бенни и возлюбленная Тома.
- Куинн Кристофер (Коннор Скарлетт) — одноклассник Тома и Бенни, который иногда дразнит Бенни.

## Список серий

### Сезон 1 (2012)
| № | #  | Название                                                       | Режиссёр      | Сценарист      | Дата премьеры   | Код производства | Зрители в Великобритании (в тысячах) |
| --- | -- | -------------------------------------------------------------- | ------------- | -------------- | --------------- | ---------------- | ------------------------------------ |
| 1a | 1  | «Появление некроссов. Часть 1» «Dawn of the Nekross: Part One» | Дэниэл О'Хара | Фил Форд       | 29 октября 2012 | 1.1              | 595                                  |
| Пришельцы прилетели на Землю и начинают похищать волшебников, высасывая из них магию.                                               |    |                                                                |               |                |                 |                  |                                      |
| 1b | 2  | «Появление некроссов. Часть 2» «Dawn of the Nekross: Part Two» | Дэниэл О'Хара | Фил Форд       | 30 октября 2012 | 1.2              | 502                                  |
| Урсула оказывается пленником на борту корабля. Том и Бенни предпринимают попытку спасти её.                                         |    |                                                                |               |                |                 |                  |                                      |
| 2a | 3  | «Гразлакс атакует. Часть 1» «Grazlax Attacks: Part One»        | Дэниэл О'Хара | Фил Форд       | 5 ноября 2012   | 1.3              | 508                                  |
| Том приходит к Бенни домой и знакомится с его родителями. Некроссы посылают на землю гразлакса.                                     |    |                                                                |               |                |                 |                  |                                      |
| 2b | 4  | «Гразлакс атакует. Часть 2» «Grazlax Attacks: Part Two»        | Дэниэл О'Хара | Фил Форд       | 6 ноября 2012   | 1.4              | 478                                  |
| Размножение гразлаксов выходит из-под контроля. Некроссы принимают решение уничтожить дом Бенни.                                    |    |                                                                |               |                |                 |                  |                                      |
| 3a | 5  | «Мятежная магия. Часть 1» «Rebel Magic: Part One»              | Грифф Роулэнд | Джозеф Лидстер | 12 ноября 2012  | 1.5              | 433                                  |
| Том встречает Джексона Хоука, волшебника, не похожего на других. Его магия действует на некроссов.                                  |    |                                                                |               |                |                 |                  |                                      |
| 3b | 6  | «Мятежная магия. Часть 2» «Rebel Magic: Part Two»              | Грифф Роулэнд | Джозеф Лидстер | 13 ноября 2012  | 1.6              | 417                                  |
| Джексон и Том предпринимают попытку уничтожить некроссов с помощью тёмной магии.                                                    |    |                                                                |               |                |                 |                  |                                      |
| 4a | 7  | «Друг или враг. Часть 1» «Friend or Foe: Part One»             | Грифф Роулэнд | Клейтон Хикман | 19 ноября 2012  | 1.7              | 543                                  |
| Замаскировавшись под человека, Лекси отправляется на Землю. За Томом следит Стефани Гонт, стремящаяся доказать существование магии. |    |                                                                |               |                |                 |                  |                                      |
| 4b | 8  | «Друг или враг. Часть 2» «Friend or Foe: Part Two»             | Грифф Роулэнд | Клейтон Хикман | 20 ноября 2012  | 1.8              | 497                                  |
| Стефани Гонт стремится к правлению миром. Волшебники и пришельцы должны объединить свои силы для спасения близких.                  |    |                                                                |               |                |                 |                  |                                      |
| 5a | 9  | «Падение некроссов. Часть 1» «Fall of the Nekross: Part One»   | Джосс Эгнью   | Гарет Робертс  | 26 ноября 2012  | 1.9              | 409                                  |
| Бенни придумывает вирус, который обезвредит некроссов, используя компьютеры по всей Земле. Но он выходит из-под контроля.           |    |                                                                |               |                |                 |                  |                                      |
| 5b | 10 | «Падение некроссов. Часть 2» «Fall of the Nekross: Part Two»   | Джосс Эгнью   | Гарет Робертс  | 27 ноября 2012  | 1.10             | 458                                  |
| Бенни стремится исправить то, что он натворил, и помочь некроссам. Урсула не одобряет его намерения.                                |    |                                                                |               |                |                 |                  |                                      |
| 6a | 11 | «Последний день. Часть 1» «The Last Day: Part One»             | Джосс Эгнью   | Фил Форд       | 3 декабря 2012  | 1.11             | 496                                  |
| Некроссы втайне продвигают свой генеральный план. Пытаясь жить нормальной жизнью, Том встречает призрака из прошлого.               |    |                                                                |               |                |                 |                  |                                      |
| 6b | 12 | «Последний день. Часть 2» «The Last Day: Part Two»             | Джосс Эгнью   | Фил Форд       | 4 декабря 2012  | 1.12             | 505                                  |
| Получив мощного союзника, волшебники должны разрушить генеральный план некроссов.                                                   |    |                                                                |               |                |                 |                  |                                      |

### Сезон 2 (2013)
Съёмки начались 28 января и закончились 27 мая 2013 года.
| № | #  | Название                                                      | Режиссёр      | Сценарист         | Дата премьеры   | Код производства | Зрители в Великобритании (в тысячах) |
| --- | -- | ------------------------------------------------------------- | ------------- | ----------------- | --------------- | ---------------- | ------------------------------------ |
| 7a | 1  | «100 волшебников. Часть 1» «100 Wizards: Part One»            | Берил Ричардс | Фил Форд          | 28 октября 2013 | 2.1              | 309                                  |
| Том и Бенни узнают о волшебнице Хлое, демонстрирующей свою магию всмеу миру. Они должны остановить её, пока в игру не вступят некроссы.    |    |                                                               |               |                   |                 |                  |                                      |
| 7b | 2  | «100 волшебников. Часть 2» «100 Wizards: Part Two»            | Берил Ричардс | Фил Форд          | 29 октября 2013 | 2.2              | 277                                  |
| 100 волшебников оказываются в ловушке готовыми к извлечению магии. Том, Бенни и Хлоя должны спасти их всех.                                |    |                                                               |               |                   |                 |                  |                                      |
| 8a | 3  | «Наоборот. Часть 1» «Vice Versa: Part One»                    | Берил Ричардс | Клейтон Хикман    | 4 ноября 2013   | 2.3              | 397                                  |
| Хобблдихой, существо из Неверсайда, меняет местами Тома, Бенни, Урсулу и Варга. Лекси пользуется этим в своих целях.                       |    |                                                               |               |                   |                 |                  |                                      |
| 8b | 4  | «Наоборот. Часть 2» «Vice Versa: Part Two»                    | Берил Ричардс | Клейтон Хикман    | 5 ноября 2013   | 2.4              | 432                                  |
| Том должен узнать, как всё вернуть на свои места, пока не слишком поздно.                                                                  |    |                                                               |               |                   |                 |                  |                                      |
| 9a | 5  | «Пещера Менла-Гто. Часть 1» «The Cave of Menla-Gto: Part One» | Марк Эверест  | Джозеф Лидстер    | 11 ноября 2013  | 2.5              | менее 362                            |
| Том сильно пострадал в магическо инциденте и направляется за исцелением в Тибет. Бенни и Мун остаются одни против некроссов.               |    |                                                               |               |                   |                 |                  |                                      |
| 9b | 6  | «Пещера Менла-Гто. Часть 2» «The Cave of Menla-Gto: Part Two» | Марк Эверест  | Джозеф Лидстер    | 12 ноября 2013  | 2.6              | менее 362                            |
| Лекси пытается проникнуть в Пещеру Исцеления. Бенни и Мун должны самостоятельно справиться с атакой некроссов.                             |    |                                                               |               |                   |                 |                  |                                      |
| 10a | 7  | «Проклятие Кроу. Часть 1» «The Curse of Crowe: Part One»      | Марк Эверест  | Гарет Робертс     | 18 ноября 2013  | 2.7              | менее 319                            |
| Ради спасения матери Джемма Рэйвен заключает сделку с некроссами и разрушает дружбу между Томом и Бенни.                                   |    |                                                               |               |                   |                 |                  |                                      |
| 10b | 8  | «Проклятие Кроу. Часть 2» «The Curse of Crowe: Part Two»      | Марк Эверест  | Гарет Робертс     | 19 ноября 2013  | 2.8              | менее 319                            |
| Конфликт между Томом и Бенни распространяется на их друзей и семьи. А Урсуле угрожает Небытие.                                             |    |                                                               |               |                   |                 |                  |                                      |
| 11a | 9  | «Тринадцатый этаж. Часть 1» «The Thirteenth Floor: Part One»  | Пол Мёрфи     | Фил Форд          | 25 ноября 2013  | 2.9              | 423                                  |
| Таинственный лифт в одном из офисных зданий досталяет людей на тринадцатый этаж, ведущий далеко за пределы этого мира.                     |    |                                                               |               |                   |                 |                  |                                      |
| 11b | 10 | «Тринадцатый этаж. Часть 2» «The Thirteenth Floor: Part Two»  | Пол Мёрфи     | Фил Форд          | 26 ноября 2013  | 2.10             | 380                                  |
| Бенни, его подруга Алиша, Урсула и Майкл должны как можно скорее вытащить Тома и Люси из Неверсайда. Но по ту сторону время течёт быстрее. |    |                                                               |               |                   |                 |                  |                                      |
| 12a | 11 | «Бесконечная ночь. Часть 1» «Endless Night: Part One»         | Джосс Эгнью   | Фил Форд          | 2 декабря 2013  | 2.11             | 346                                  |
| Когда наступает солнечное затмение, некроссы берут под контроль Луну и погружают Землю в вечную ночь.                                      |    |                                                               |               |                   |                 |                  |                                      |
| 12b | 12 | «Бесконечная ночь. Часть 2» «Endless Night: Part Two»         | Джосс Эгнью   | Фил Форд          | 3 декабря 2013  | 2.12             | 341                                  |
| Некроссы требуют волшебников сдаться, или будет страдать всё человечество. Том решает пожертвовать собой.                                  |    |                                                               |               |                   |                 |                  |                                      |
| 13a | 13 | «Всеобщая война! Часть 1» «All Out War! Part One»             | Джосс Эгнью   | Расселл Ти Дейвис | 9 декабря 2013  | 2.13             | 357                                  |
| К Тому приходит девочка, утверждающая, что она нашла Источник всей магии. Канцлер Кут приводит свой коварный план в действие.              |    |                                                               |               |                   |                 |                  |                                      |
| 13b | 14 | «Всеобщая война! Часть 2» «All Out War! Part Two»             | Джосс Эгнью   | Расселл Ти Дейвис | 10 декабря 2013 | 2.14             | 367                                  |
| Земля становится полем межгалактической битвы. Том и Бенни формируют союз с Варгом и Лекси против канцлера Кут.                            |    |                                                               |               |                   |                 |                  |                                      |

### Сезон 3 (2014)
Съёмки начались 25 марта и закончились 31 мая 2014 года.
| №   | #  | Название                                                        | Режиссёр        | Сценарист    | Дата премьеры   | Код производства | Зрители в Великобритании (в тысячах) |
| --- | -- | --------------------------------------------------------------- | --------------- | ------------ | --------------- | ---------------- | ------------------------------------ |
| 14a | 1  | «Секрет кабинета 12. Часть 1» «The Secret Of Room 12: Part One» | Марк Эверест    | Фил Форд     | 27 октября 2014 | 3.1              | 297                                  |
| 14b | 2  | «Секрет кабинета 12. Часть 2» «The Secret Of Room 12: Part Two» | Марк Эверест    | Фил Форд     | 27 октября 2014 | 3.2              | 297                                  |
| 15a | 3  | «Квантовый эффект. Часть 1» «The Quantum Effect: Part One»      | Марк Эверест    | Джули Диксон | 3 ноября 2014   | 3.3              | 266                                  |
| 15b | 4  | «Квантовый эффект. Часть 2» «The Quantum Effect: Part Two»      | Марк Эверест    | Джули Диксон | 4 ноября 2014   | 3.4              | 229                                  |
| 16a | 5  | «Дочери из камня. Часть 1» «The Daughters of Stone: Part One»   | Ли Хейвен Джонс | Фил Форд     | 10 ноября 2014  | 3.5              | 288                                  |
| 16b | 6  | «Дочери из камня. Часть 2» «The Daughters of Stone: Part Two»   | Ли Хейвен Джонс | Фил Форд     | 11 ноября 2014  | 3.6              | 276                                  |
| 17a | 7  | «Ключ костей. Часть 1» «The Key of Bones: Part One»             | Ли Хейвен Джонс | Саша Хейлс   | 17 ноября 2014  | 3.7              | менее 225                            |
| 17b | 8  | «Ключ костей. Часть 2» «The Key of Bones: Part Two»             | Ли Хейвен Джонс | Саша Хейлс   | 18 ноября 2014  | 3.8              | менее 225                            |
| 18a | 9  | «Падение Сумерек. Часть 1» «Twilight Falls: Part One»           | Марк Эверест    | Фил Форд     | 24 ноября 2014  | 3.9              | н/д                                  |
| 18b | 10 | «Падение Сумерек. Часть 2» «Twilight Falls: Part Two»           | Марк Эверест    | Фил Форд     | 25 ноября 2014  | 3.10             | н/д                                  |

## Трансляция в других странах
Права на трансляцию 1 сезона были проданы в более чем 50 стран, включая США (The Hub), Австралию и Новую Зеландию (ABC3, UKTV), Канаду (BBC Kids), Латинскую Америку (HBO Family), Францию (Canal J), Польшу (teleTOON+), Израиль (Imagine Media), Таиланд (Workpoint) и Малайзию (Radio Televisyen Malaysia).

## Релизы на DVD и Blu-ray
Первый сезон вышел на DVD и Blu-ray 31 декабря 2012 года в регионе 2 и 17 июля 2013 года в регионе 4.